# 鬼飾り
鬼飾りは、神社仏閣や和風建築の屋根の先端に見られる装飾物。魔除けや装飾を目的として取り付けられている。

## 概要
造形は複雑且つ繊細で芸術性が非常に高い。
守り神として屋根の上に鬼飾りをつける事で住民を災いから守るという言い伝えがあり、各地で見られるようになった。
金属を加工して制作されたものを鬼飾り、瓦でつくったものを鬼瓦という。

## 鬼飾りのおおまかな制作方法
一枚の銅板を木型に合わせて金槌で叩いていく。この作業を打ち出しという。
打ち出し作業過程で銅を柔らかくする必要が生じる為、途中で焼なまし作業を行う。